# Европейский совет по уходу за деревьями
Европейский совет по уходу за деревьями (European Arboricultural Council, EAC) — организация, объединяющая специалистов, представляющих отраслевые объединения по уходу за деревьями в странах Европы, для совместного обсуждения и решения проблем отрасли.
Цель EAC состоит в повышении как престижа профессии специалиста по уходу за деревьями, так и уровня квалификации специалистов.
Эта цель достигается через совместную работу как в области исследований и образования, так и в сфере повышения безопасности работы с деревьями.
Основан в 1992 году. Штаб-квартира Совета находится в городе Бад-Хоннеф, Германия. На 2015 г. число стран-участников — 23.
Сфера ухода за деревьями представляет собой довольно молодую отрасль экономики, большинство отраслевых объединений в ней, как правило, объединяют специалистов в пределах одного государства. EAC является второй по количеству стран-участников интернациональной отраслевой организацией после Международного общества по уходу за деревьями (International Society of Arboriculture, ISA), штаб-квартира которого находится в США.

## Задачи
Совет ставит перед собой задачи по улучшению, обогащению и совершенствованию:
- самой профессии специалиста по уходу за деревьями;
- сферы исследований деревьев, произрастающих на территории городов;
- теоретического образования и практического обучения в области ухода за деревьями;
- знаний о безопасных приемах работы с инструментом для обрезки, в том числе с бензопилой;
- технологии контроля состояния дерева, выявления болезней и вредителей;
- управления деревьями (tree management);
- технологии посадки деревьев в городских условиях;
- согласованности процедур в сфере ухода за деревьями в разных странах Европы и др.

## Список стран-участников
- Австрия[3]
- Бельгия
- Болгария[4][5]
- Великобритания[6]
- Германия[7]
- Голландия[8]
- Греция
- Дания
- Испания[9]
- Италия[10]
- Латвия
- Литва[11]
- Норвегия[12]
- Польша[13][14]
- Россия[15]
- Сербия
- Словакия[16]
- Финляндия
- Хорватия
- Чехия
- Швейцария[17]
- Швеция
- Эстония[18]

## Управление
Ежегодное общее собрание (Annual General Meeting, AGM) — это высший орган управления EAC. Собрание проходит один раз в год. В его рамках раз в два года переизбирается председатель Совета, его заместители и Исполнительный комитет. Председатель (до 2016 г.) — Йохам Бакс (Jochum Bax), Испания.
В структуре Совета работают три комитета: Комитет по образованию и сертификации специалистов, Комитет по издательской деятельности и Комитет по маркетингу и PR.

## Премия EAC European City of the Trees
European City of the Trees(«Европейский город оптимальных условий для жизни деревьев») — это звание и награда, которая ежегодно присваивается Европейским советом по уходу за деревьями одному из европейских городов в знак признания его заслуг в деле обеспечения ухода за деревьями, произрастающими на городских территориях. Награда вручается с 2007 года. В 2014 г. это звание получил Франкфурт, в 2015 г. — Таллин.

## Сертификационные программы для специалистов
EAC предлагает два типа сертификационных программ: European Tree Worker и European Tree Technician.
Сертификат European Tree Worker предполагает профессиональную подготовку в области ухода за деревьями, владение практическими навыками работы, знания биологии дерева — с целью сохранения его здоровья и безопасности. Сертификация разрабатывалась в рамках европейского проекта Leonardo Da Vinci в 1996—1999 гг. Её программа рассчитана на специалистов в области ухода за деревьями, имеющих опыт ухода за деревьями не менее чем 1 год.
Сертификат European Tree Technician предполагает подготовку менеджеров младшего и среднего звена в области ухода за деревьями, способных выполнять функции супервайзера при организации работы с деревьями. В сферу их компетенции входят как знания и практические навыки по уходу за деревьями, так и подготовка в области управления работами в данной сфере. Эта программа ориентирована на тех, у кого есть не менее чем трехлетний опыт в сфере ухода за деревьями. Также они должны обладать либо сертификатом European Tree Worker, либо аналогичным дипломом или сертификатом в области «зеленой индустрии», признаваемым национальными организациями по уходу за деревьями совместно с EAC.
Сертификационным центром по программам EAC в России является НПСА «Здоровый лес». Первая сертификация по стандарту European Tree Worker была проведена в октябре 2014 г.